# Essômes-sur-Marne
Essômes-sur-Marne és un municipi francès situat al departament de l'Aisne i a la regió dels Alts de França. L'any 2007 tenia 2.528 habitants.

## Demografia

### Població
El 2007 la població de fet d'Essômes-sur-Marne era de 2.528 persones. Hi havia 986 famílies de les quals 231 eren unipersonals (123 homes vivint sols i 108 dones vivint soles), 336 parelles sense fills, 359 parelles amb fills i 60 famílies monoparentals amb fills.
La població ha evolucionat segons el següent gràfic:
Habitants censats

### Habitatges
El 2007 hi havia 1.105 habitatges, 1.008 eren l'habitatge principal de la família, 32 eren segones residències i 65 estaven desocupats. 936 eren cases i 165 eren apartaments. Dels 1.008 habitatges principals, 773 estaven ocupats pels seus propietaris, 221 estaven llogats i ocupats pels llogaters i 15 estaven cedits a títol gratuït; 10 tenien una cambra, 46 en tenien dues, 157 en tenien tres, 301 en tenien quatre i 494 en tenien cinc o més. 760 habitatges disposaven pel capbaix d'una plaça de pàrquing. A 449 habitatges hi havia un automòbil i a 465 n'hi havia dos o més.

### Piràmide de població
La piràmide de població per edats i sexe el 2009 era:
| Homes | Edats   | Dones |
| ----- | ------- | ----- |
| 0     | 95 o +  | 4     |
| 5     | 90 a 94 | 20    |
| 12    | 85 a 89 | 18    |
| 16    | 80 a 84 | 16    |
| 38    | 75 a 79 | 52    |
| 41    | 70 a 74 | 75    |
| 53    | 65 a 69 | 63    |
| 69    | 60 a 64 | 43    |
| 51    | 55 a 59 | 65    |
| 74    | 50 a 54 | 87    |
| 126   | 45 a 49 | 93    |
| 123   | 40 a 44 | 126   |
| 72    | 35 a 39 | 89    |
| 95    | 30 a 34 | 84    |
| 75    | 25 a 29 | 87    |
| 42    | 20 a 24 | 29    |
| 101   | 15 a 19 | 56    |
| 114   | 10 a 14 | 121   |
| 61    | 5 a 9   | 56    |
| 83    | 0 a 4   | 66    |

## Economia
El 2007 la població en edat de treballar era de 1.664 persones, 1.286 eren actives i 378 eren inactives. De les 1.286 persones actives 1.143 estaven ocupades (607 homes i 536 dones) i 142 estaven aturades (83 homes i 59 dones). De les 378 persones inactives 170 estaven jubilades, 114 estaven estudiant i 94 estaven classificades com a «altres inactius».

### Ingressos
El 2009 a Essômes-sur-Marne hi havia 1.082 unitats fiscals que integraven 2.737 persones, la mediana anual d'ingressos fiscals per persona era de 19.742 €.

### Activitats econòmiques
Dels 70 establiments que hi havia el 2007, 1 era d'una empresa alimentària, 3 d'empreses de fabricació d'altres productes industrials, 10 d'empreses de construcció, 24 d'empreses de comerç i reparació d'automòbils, 2 d'empreses de transport, 5 d'empreses d'hostatgeria i restauració, 2 d'empreses d'informació i comunicació, 2 d'empreses financeres, 6 d'empreses immobiliàries, 5 d'empreses de serveis, 6 d'entitats de l'administració pública i 4 d'empreses classificades com a «altres activitats de serveis».
Dels 12 establiments de servei als particulars que hi havia el 2009, 1 era una oficina de correu, 2 tallers de reparació d'automòbils i de material agrícola, 1 guixaire pintor, 1 fusteria, 2 lampisteries, 1 empresa de construcció, 1 perruqueria, 2 restaurants i 1 tintoreria.
Dels 10 establiments comercials que hi havia el 2009, 1 era un hipermercat, 1 una botiga de menys de 120 m², 1 una fleca, 1 una carnisseria, 2 botigues de roba, 1 una botiga de roba, 1 una botiga d'equipament de la llar i 2 botigues de material esportiu.
L'any 2000 a Essômes-sur-Marne hi havia 69 explotacions agrícoles que ocupaven un total de 893 hectàrees.

## Equipaments sanitaris i escolars
L'únic equipament sanitari que hi havia el 2009 era una farmàcia.
El 2009 hi havia 1 escola maternal i 1 escola elemental.

## Poblacions més properes
El següent diagrama mostra les poblacions més properes.